# 亨讷贝格
亨讷贝格（德語：Henneberg，發音：[ˈhɛnəbɛʁk]）是德国图林根州施马尔卡尔登-迈宁根县曾经的一个市镇，面积13.2平方千米，2017年12月31日人口为602人。2019年1月1日，亨讷贝格与市镇瓦尔巴赫和瓦尔多夫并入市镇迈宁根。